# Maleinsäuredimethylester
Maleinsäuredimethylester ist eine chemische Verbindung aus der Gruppe der Carbonsäureester und isomer zu Fumarsäuredimethylester.

## Gewinnung und Darstellung
Maleinsäuredimethylester kann durch Reaktion von Maleinsäureanhydrid mit Methanol mit einem Säurekatalysator gewonnen werden.

## Eigenschaften
Maleinsäuredimethylester ist eine brennbare, wenig flüchtige, farblose Flüssigkeit, die löslich in Wasser ist.

## Verwendung
Maleinsäuredimethylester wird als Bestandteil der lösungsmittelfreien Beschichtungsmasse als Schutzschicht für Papier verwendet.

## Verwandte Verbindungen
- Maleinsäurediethylester, C8H12O4